# Agnès Varda
Agnès Varda, rodným jménem Arlette Varda, (30. května 1928 Ixelles, Belgie – 29. března 2019 14. pařížský obvod) byla francouzská filmová režisérka, scenáristka, dokumentaristka a profesorka dokumentární a filmové tvorby na European Graduate School. Bývá označována za jednu z předchůdkyň a zároveň představitelek francouzské Nové vlny. Ve své tvorbě se často zabývala sociální tematikou, feminismem. Byla držitelkou řádu Čestné legie a celé řady filmových ocenění.

## Život
Narodila se v Ixelles v Belgii jako Arlette Varda. Její otec Eugene Jean Varda byl řeckého původu a její matka Christiane Varda (rozená Pasquet) byla Francouzka. V roce 1940 se rodina přestěhovala do Sète nedaleko Montpellier v jižní Francii, kde Agnès Varda prožila celé dětství a dospívání. Vystudovala historii umění na École du Louvre a fotografii na École nationale supérieure des beaux-arts. Po studiích pracovala jako fotografka pro Théâtre National Populaire, kde se také seznámila s Philippem Noiretem a Sylvií Montfort, kteří posléze hráli v jejím prvním filmu.
V roce 1958 porodila dceru Rosalii, jejímž otcem je herec Antoine Bourseiller. Agnès Varda natočila o průběhu svého těhotenství krátký dokument L'opéra-mouffe (1958), což je jakýsi filmový deník těhotné ženy v Paříži. V roce 1962 se provdala za režiséra Jacquese Demyho. V letech 1968 a 1970 pobývala v USA, kde byla jednou z prvních, kdo postřehl talent Harrisona Forda. Byla přítelkyní Jima Morrisona. O jejich blízkém vztahu svědčí i to, že byla jednou z mála osob, které se v roce 1971 účastnily jeho pohřbu na hřbitově Père Lachaise. V roce 1971 podepsala Le manifeste des 343 na podporu uzákonění potratů ve Francii.
V roce 1972 se jí narodil syn Mathieu Demy. V roce 1990 zemřel její manžel Jacques Demy. Režisérka se k jeho životu vracela i ve své tvorbě, například filmy Jacquot de Nantes (Jacquot z Nantes, 1991) a L'univers de Jacques Demy (1995). V roce 2002 byla vyznamenána cenou Francouzské akademie za celoživotní přínos kinematografii. Dne 12. dubna 2009 se stala držitelkou Řádu čestné legie.

## Kariéra
Pracovala s experimentálním filmem, hraným filmem i dokumentem a často stírala rozdíl mezi hranou a dokumentární tvorbou. Její dokumenty neaspirovaly na dosažení co největší objektivity; naopak je pro ně typické subjektivní vidění světa.
Kritikou byla označena za prarodičku Nové vlny, k čemuž ona sama s úsměvem dodala, že přirovnání pokulhává, protože si ho vysloužila již jako třicetiletá. Někdy bývala zařazována spíše mezi členy hnutí Rive Gauche (Levý břeh), kam patří i Chris Marker, Alain Resnais, Marguerite Duras, Alain Robbe-Grillet, Jean Cayrol a Henri Colpi. Skupina Rive Gauche se stavěla do opozice proti hlavnímu proudu Nové vlny kolem časopisu Cahiers du cinéma. Přesto obě skupiny používaly podobné techniky a využívaly ve své tvorbě experimentu. Sama Agnès Varda se proti zařazování do kategorií vymezovala. Velmi si zakládala na tvůrčí svobodě a u velké části jejích filmů byla jak režisérkou, tak scenáristkou, případně producentkou. Ve svých filmech se zaměřovala na eroticismus, věk, smrt, čas, kolektivní nevědomost a prezentování sociálních tabu.
Bývala označována za feministku kvůli svému způsobu práce s ženskými představitelkami, a také kvůli ženskému hlasu, který propůjčovala filmovému umění.
Inspirací pro natočení prvního filmu La Pointe Courte (1955) se údajně stala návštěva stejnojmenné rybářské vesnice. Vesnici Agnès Varda natáčela pro smrtelně nemocného přítele, který toužil vesnici poznat, ale nemoc mu znemožnila ji navštívit. La Pointe Courte je natočen na motivy románu Williama Faulknera Divoké Palmy. Film La Pointe Courte je pokládán za předzvěst Francouzské nové vlny.

## Významné filmy

### Cléo od pěti do sedmi
V roce 1962 natočila Agnès Varda film Cléo od pěti do sedmi (Cléo de 5 à 7), který získal cenu francouzských kritiků a byl nominován na Zlatou palmu na festivalu v Cannes. V tomto filmu Agnès Varda pracuje s genderovými stereotypy a někdy je režie tohoto filmu označována jako feministická. Cléo je navenek typickou femininní postavou, ale v průběhu filmu se postupně objevují i maskulinní rysy její osobnosti, například ve chvíli, kdy se stává tulačkou.

### Štěstí
Dalším klíčovým filmovým počinem se stal film Le Bonheur (1965). Režisérka v něm s ironií zpracovává příběh manželské nevěry, ve kterém manžel přivede svoji ženu až k sebevraždě, aby nakonec na její místo nastoupila původní milenka a vše pokračovalo v zaběhnutých kolejích. Snímek je ovlivněn texty Simone de Beauvoirové Druhé pohlaví a Betty Friedanová Femininní mystika. Autorka ve filmu zobrazuje patriarchální strukturu vztahů ironizujícím způsobem, k čemuž využívá zobrazovacích technik, které evokují reklamní fotografie z magazínů o životním stylu. Přestože je film považován za příspěvek do feministické debaty, některé feministky mu vyčítají přílišnou krutost, s jakou je zacházeno s ženskými postavami, a nedostatečně kritické zobrazení patriarchální struktury vztahů. Film byl oceněn Stříbrným medvědem na Berlinale v roce 1965 a získal cenu Louise Delluca.

### Jedna zpívá, druhá ne
V roce 1977 měl premiéru další důležitý film L'une chante, l'autre pas (Jedna zpívá, druhá ne), který bývá označován za feministický muzikál. Formou muzikálu zobrazuje osobní i politické boje dvou hlavních ženských postav. Do neobvyklého muzikálového rámce vkládá témata jako jsou sex, těhotenství, řízená reprodukce, rodičovství bez partnerů. Film si vysloužil i značnou dávku kritiky, která mu vyčítala mimo jiné to, že muzikálové provedení nepatřičně zlehčuje zpracovávané téma.

### Bez střechy a bez zákona
Film Sans toit, ni loi (Bez střechy a bez zákona) z roku 1985 je dalším z filmů, ve kterém Agnès Varda narušuje stereotypy, postavy tuláků jsou obvykle mužské, ale zde je hlavní hrdinkou dívka-tulačka, kterou jednoho dne naleznou zmrzlou. Film zpětně rekonstruuje události v životě hlavní hrdinky, které vedly až k jejímu tragickému konci.

## Filmografie (režie)
| Rok  | Název česky                        | Původní název                                                       |
| ---- | ---------------------------------- | ------------------------------------------------------------------- |
| 2008 | –                                  | Les plages d'Agnès                                                  |
| 2006 | –                                  | Quelques veuves de Noirmoutier                                      |
| 2005 | –                                  | Cléo de 5 à 7: souvenirs et anecdotes                               |
| 2005 | –                                  | Les dites cariatides bis                                            |
| 2004 | –                                  | Der Viennale '04-Trailer                                            |
| 2004 | –                                  | Cinévardaphoto                                                      |
| 2004 | –                                  | Ydessa, les ours et etc.                                            |
| 2003 | –                                  | Le lion volatil                                                     |
| 2002 | –                                  | Les glaneurs et la glaneuse... deux ans après                       |
| 2000 | –                                  | Short Seduction 4                                                   |
| 2000 | Všichni možní sběrači a já         | Les glaneurs et la glaneuse                                         |
| 1995 | –                                  | L'univers de Jacques Demy                                           |
| 1995 | –                                  | Les cent et une nuits de Simon Cinéma                               |
| 1993 | –                                  | Les demoiselles ont eu 25 ans                                       |
| 1991 | Jacquot z Nantes                   | Jacquot de Nantes                                                   |
| 1987 | Mistr kung-fu                      | Kung-fu master!                                                     |
| 1987 | Jane Birkinová očima Agnes Vardové | Jane B. par Agnès V.                                                |
| 1986 | –                                  | Ulysse                                                              |
| 1986 | –                                  | T'as de beaux escaliers, tu sais                                    |
| 1985 | Bez střechy a bez zákona           | Sans toit ni loi                                                    |
| 1984 | –                                  | 7p., cuis., s. de b., ... à saisir                                  |
| 1984 | –                                  | Les dites cariatides                                                |
| 1981 | –                                  | Documenteur                                                         |
| 1981 | –                                  | Mur murs                                                            |
| 1977 | Jedna zpívá, druhá ne              | L'une chante, l'autre pas                                           |
| 1976 | –                                  | Daguerréotypes                                                      |
| 1976 | Milovat v Íránu                    | Plaisir d'amour en Iran                                             |
| 1975 | Ženská odpověď                     | Réponse de femmes: Notre corps, notre sexe                          |
| 1970 | –                                  | Nausicaa                                                            |
| 1969 | –                                  | Lions Love                                                          |
| 1968 | –                                  | Black Panthers                                                      |
| 1967 | Daleko od Vietnamu                 | Loin du Vietnam                                                     |
| 1967 | Slečinky z Rochefortu              | Les demoiselles de Rochefort                                        |
| 1967 | –                                  | Oncle Yanco                                                         |
| 1966 | Bytosti                            | Les créatures                                                       |
| 1965 | Štěstí                             | Le bonheur                                                          |
| 1965 | –                                  | Elsa la rose                                                        |
| 1963 | Kuba očima Francouzky              | Salut les cubains                                                   |
| 1962 | Cléo od pěti do sedmi              | Cléo de 5 à 7                                                       |
| 1961 | –                                  | Les fiancés du pont Mac Donald ou (Méfiez-vous des lunettes noires) |
| 1958 | –                                  | O saisons, ô châteaux                                               |
| 1958 | –                                  | Du côté de la côte                                                  |
| 1958 | –                                  | La cocotte d'azur                                                   |
| 1958 | –                                  | L'opéra-mouffe                                                      |
| 1955 | –                                  | La Pointe-Courte                                                    |